# Sora (Latium)
Sora ist eine Gemeinde in der Provinz Frosinone in der italienischen Region Latium mit 24.811 Einwohnern (Stand 31. Dezember 2023). Sie liegt 110 km östlich von Rom und 28 km nordöstlich von Frosinone und ist Sitz des römisch-katholischen Bistums Sora-Cassino-Aquino-Pontecorvo.

## Geographie
Sora liegt im oberen Lirital am Rande der Abruzzen. Es ist Mitglied der Comunità Montana Valle del Liri.
Die Nachbargemeinden sind Arpino, Balsorano (AQ), Broccostella, Campoli Appennino, Castelliri, Isola del Liri, Monte San Giovanni Campano, Pescosolido und Veroli.
Verkehr
Sora ist mit der Strada Statale 82 della Valle del Liri , die von Itri nach Avezzano führt, an das Fernstraßennetz angeschlossen. 

Eine Eisenbahnverbindung besteht über die Bahnstrecke Avezzano-Roccasecca.

## Geschichte
Sora, eine alte volskische Stadt, wurde während der Expansion der Römer in südliche Richtung dreimal von diesen erobert, und zwar 342, 314 und schließlich 305 v. Chr.; zwischenzeitlich ging sie an die Samniten verloren. Im Jahre 302 v. Chr. gelangte sie nach harten Kämpfen durch die Einrichtung einer colonia Latina endgültig in römische Hand, als rund 4000 latinische Kolonisten hierher verpflanzt wurden. 209 v. Chr. war Sora eine der Städte, die weitere Beiträge zum Krieg gegen Hannibal verweigerte. Beim Ende des Bundesgenossenkrieges im Jahre 88 v. Chr. erhielt Sora durch die leges Iuliae den Rang eines römischen municipium, also einer Landstadt mit römischen Bürgern, die der tribus (Stimmbezirk) Romilia zugewiesen wurden, in dem sie in Rom an den staatlichen Wahlen teilnehmen konnten. Verwaltungstechnisch gehörte Sora zum Latium adiectum.
In den militärischen Auseinandersetzungen nach Cäsars Ermordung am 15. März 44 v. Chr. hob der Konsul Caius Vibius Pansa eine Legion von rund 4000 Soldaten eigens aus Bürgern dieser Gegend, die legio IIII Sorana, aus. Nach deren rascher Wiederauflösung nach der Schlacht bei Aktium im Jahre 31 wurde aus den entlassenen Soldaten dieser Einheit eine colonia Romana gegründet. Eine Ehreninschrift für Lucius Firmius, der in dieser Legion stellvertretender Kommandeur war und nach diesem Rechtsakt als erster Bürgermeister sowie als städtischer Priester wirkte, dokumentiert die Gründung der neuen Kolonie. Aus der antiken Periode ist unter dem modernen Corso dei Volsci ein Stück der aus Steinblöcken bestehenden Hauptstraße zu sehen.
In der Spätantike wurde in Sora zu unbekanntem Zeitpunkt mit dem Auftreten eines episcopus ein christliches Bistum eingerichtet. Die Stadt verblieb später noch lange Zeit im oströmischen Dukat von Rom. Erst im Jahre 702 wurde sie vom Langobardenherzog Gisulf I. von Benevent erobert und zum Hauptort eines Gastaldates gemacht, einer Verwaltungseinheit innerhalb seines Machtbereiches. Kurz vor 860 vom Herzog von Spoleto, Guido I., gewonnen, wurde Sora im frühen 10. Jahrhundert von den Arabern zerstört und nach deren Vertreibung aus Mittelitalien 970 zur Grafschaft erhoben. Im Jahre 1062 eroberten die Normannen von Herzog Robert Guiscard den Ort, der danach zum Königreich Sizilien gehörte. Unter König Wilhelm I. wurde er nach einem Aufstand 1156 teilweise zerstört, aber unter seinem Sohn Wilhelm II. wieder aufgebaut. Im Jahre 1208 unter Papst Innozenz III., der seinen Bruder Riccardo Conti mit der Stadt belehnte, kam diese kurzzeitig zum Kirchenstaat und wurde anschließend ein Zankapfel zwischen Kaiser Friedrich II. und Papst Gregor IX. Schließlich verblieb sie jahrhundertelang im Königreich Neapel.
1399 erhob König Ladislaus Giovanni Tomacelli zum Grafen. Vor den Toren der Stadt besiegte im Frühjahr 1410 der Condottiere Braccio Fortebraccio da Montone das Heer des Königs. 1443 ernannte König Alfons der Großmütige Nicola Cantelmo, bisher Graf von Alvito und Arce, zum Herzog von Sora. Sein Sohn Piergiampaolo verlor den Besitz 1462 in den Auseinandersetzungen um das Königreich Neapel gegen die Truppen von Papst Pius II., die von Antonio Piccolomini, Neffen des Papstes, und Federico da Montefeltro, Graf von Urbino, befehligt wurden. Im Jahre 1472 ließ Papst Sixtus IV. seinen Neffen Leonardo della Rovere, den jüngeren Bruder von Kardinal Giuliano, des späteren Papstes Julius II., zum Herzog von Arce und Sora erheben, dem 1475 sein Bruder Giovanni folgte. Nach kurzer Rückgewinnung durch Piergiampaolo Cantelmo 1494–1497 gab König Federico von Neapel der Familie Della Rovere das Herzogtum zurück. Nach einer vergeblichen Belagerung durch Cesare Borgia im Jahre 1500 starb Giovanni della Rovere schon 1501. Sein Sohn Francesco Maria I. erbte 1508 zusätzlich das Herzogtum Urbino; im Jahre 1516 wurde er jedoch durch den spanischen Feldherrn Fernando d’Avalos, Markgraf von Pescara, vertrieben, der die Stadt für den neuen König von Spanien und Neapel, Karl I., den späteren Kaiser Karl V., eroberte. Nach mehrjähriger Herrschaft des Guillaume de Croÿ, eines flämischen Vertrauten Karls, gelangte das Herzogtum 1528 erneut an die Della Rovere zurück. Schließlich wurde es 1579 von Papst Gregor XIII. für seinen Sohn Giacomo Boncompagni zum Preis von 100.000 Scudi gekauft und mit Aquino und Arpino vereinigt. Seitdem verblieb es im Besitz dieser Familie und wird noch heute in der Titulatur der Fürsten Boncompagni-Ludovisi geführt.
Sora spielte eine Rolle im Kampf gegen die französische Herrschaft in napoleonischer Zeit, weil hier 1806 der Brigant und Freiheitskämpfer Fra Diavolo sein Quartier hatte, was die Franzosen mit Eroberung und Plünderung beantworteten. Nachdem die Stadt 1861 in den italienischen Staat eingegliedert worden war, blieb sie noch einige Jahre lang Zentrum des Widerstandes der Anhänger des ins Exil gegangenen Königs beider Sizilien, Francesco II. Im Jahre 1927 wurde Sora aus der Region Kampanien ausgegliedert und der Region Latium und der neugeschaffenen Provinz Frosinone zugewiesen. Das Gebiet um Sora ist wegen seiner bäuerlichen Trachten bekannt.
Seit dem 27. Juni 1818 bestand das Bistum Sora-Aquino-Pontecorvo, welches Papst Franziskus am 23. Oktober 2014 durch Zuweisung der bisher zum Kloster Montecassino gehörigen Pfarreien zum Bistum Sora-Cassino-Aquino-Pontecorvo erweiterte.

## Sehenswürdigkeiten

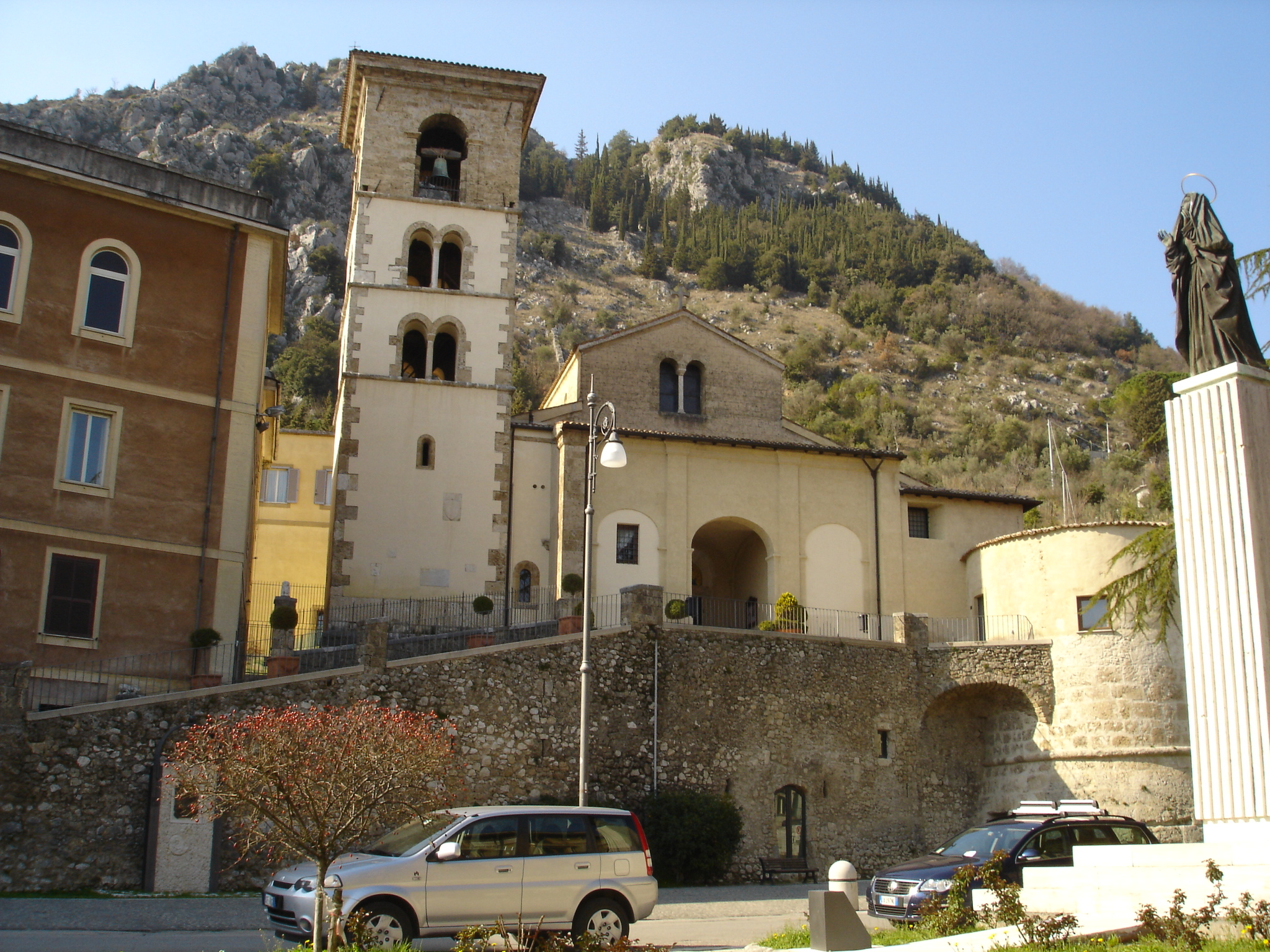
Kathedrale Santa Maria Assunta in Sora

- Dom S. Maria, in das 36 × 24 Meter messende Fundament eines römischen Tempels mit seinen Cella-Mauern hineingebaut, der anscheinend nach der römischen Eroberung errichtet wurde. Die Kirche ist ein romanischer Bau, der im Jahre 1155 von Papst Hadrian IV. geweiht wurde. Das Portal ließ gemäß einer Inschrift der Bischof Roffredo im Jahre 1100 gestalten; es gehört zu einem Vorgängerbau. Der Glockenturm besitzt zwei Geschosse, die Biforienfenster mit eingestellten Doppelsäulen aufweisen. Nach einem früheren Erdbeben von 1634 wurde die Kirche durch einen Brand am 12./13. Januar 1916 völlig zerstört. Der dreischiffige Innenraum im gotischen Stil der Zisterzienserkirchen mit Pfeilern, Spitzbögen und Holzdach ist daher eine Rekonstruktion. Bemerkenswert ist ein spätgotisches Triptychon mit der Himmelfahrt Mariens und zwei seitlichen Heiligen. Angebaut an das Podium des Domes ist rechts ein zur einstigen Stadtbefestigung gehörender niedriger Rundturm. Auf der Gegenseite steht der Palazzo Vescovile als Amtssitz des Diözesanbischofs.
- Collegiata S. Restituta, nach einem Erdbeben vom Januar 1915 rekonstruiert. Sie besitzt eine modernisierte Fassade im spätgotischen Stil mit drei Portalen. Eingemauert in die Fassade ist eine Inschrift des Königs von Neapel, Karls II., vom 13. November 1292, mit der dieser Sora zu einer königlichen Stadt erklärte. Ein ansehnliches Portal befindet sich an der linken Längswand. Der Innenraum zeigt die moderne Erneuerung mit Chorfresken. Unter dem Altartisch befindet sich als kleine Porphyrwanne mit Deckel der Sarkophag der Titelheiligen.
- Wallfahrtskirche Madonna delle Grazie am Hang des Stadthügels Monte Casto mit langer Aufgangstreppe. Die heutige Fassade ist im Barockstil gestaltet, den auch der einschiffige Innenraum mit Seitenaltären zeigt.
- Die Abteikirche S. Domenico im gleichnamigen Weiler aus dem Hochmittelalter, geweiht dem Benediktinerheiligen Dominikus von Foligno. Sie wurde um 1030 gegründet und 1140 erweitert, nach 1250 renoviert und nach dem Erdbeben von 1915 vollständig erneuert. Von der einstigen Portikus ist nur ein Pfeiler übriggeblieben; im mittleren Portal ist ein römisches Relief eingemauert, das eine Szene des Landlebens darstellt. Die Fassade ist nicht vollständig mit Marmor verkleidet. Die Rückfront besitzt drei unterschiedlich hohe Rundapsiden. Der dreischiffige Innenraum als Rekonstruktion nach dem Erdbeben besitzt drei Schiffe mit Spitzbögen und halbrunden Apsiden. Beachtenswert ist vor allem die originale dreischiffige Krypta mit Säulen und Kapitellen als römische Spolien, darunter ein Meilenstein des Kaisers Maxentius. Die Kirche dient heute den Zisterziensermönchen des zugehörigen Priorates als Klosterkirche.
- Kirche S. Bartolomeo mit neoklassizistischer Fassade. Der dreischiffige Innenraum mit Pfeilern besitzt einen erhöhten Chor mit Kuppel, die wie die Decke des Mittelschiffs mit spätbarocken Fresken dekoriert ist. Hinter dem Hauptaltar befindet sich ein Kruzifixus von 1564 als Geschenk des Kardinals Cesare Baronio, dessen Mutter gemäß einer Inschrift nahebei bestattet ist. Der Altar am Ende des rechten Seitenschiffes enthält ein Gemälde der Madonna mit Kind, das der Maler Sebastiano Conca aus Gaeta im mittleren 18. Jahrhundert schuf.
- Kirche San Francesco mit einem Fresko des 15. Jahrhunderts in der ersten linken Seitenkapelle, das die Madonna mit zwei Heiligen darstellt, und in der zweiten Kapelle einem Wandbild der Madonna della Misericordia aus derselben Zeit.
- Castello di San Casto auf dem langgestreckten Monte San Casto über Resten der Zyklopenmauer der volskischen Akropolis. Die Burg zählt mit ihren bastionsartigen Türmen zu den typischen Festungsanlagen der Renaissance. Sie wurde über einer früheren Befestigung von etwa 955, die im Mittelalter große Bedeutung besaß, durch den Architekten Evangelista Carrara aus Bergamo im Jahre 1520 vollendet. Die lang gezogene Vorburg mit zwei äußeren Rechtecktürmen schließt innen die Reste von vier an die Mauer angefügten Gebäuden mit rechteckigen Grundrissen und einen Brunnen ein. Der anschließende Hauptteil besitzt drei bastionsförmig spitz vorspringende und einen vierten runden Turm sowie zwei innere Wohngebäude. Im fünfeckigen Bergfried zwischen Vor- und Hauptburg ist eine Kapelle mit einem Fresko der heiligen Castus und Cassius vorhanden.
- Museo della Media Valle del Liri im ehemaligen Palazzo della Pretura, einem früheren Konventsgebäude der Franziskaner im Rokokostil. Es zeigt auf drei Etagen Funde aus der Stadt und ihrem weiteren Umland, darunter etwa eine marmorne Urne mit Weihung an die Göttin Minerva, einen fragmentarischen Altar für den Kriegsgott Mars, andere römische Inschriftensteine und Porträts sowie als gesonderte Abteilung eine Sammlung von Kostümen und Trachten der Renaissance- und Barockzeit.

## Bevölkerungsentwicklung
| Jahr      | 1861   | 1881   | 1901   | 1921   | 1936   | 1951   | 1971   | 1991   | 2001   |
| --------- | ------ | ------ | ------ | ------ | ------ | ------ | ------ | ------ | ------ |
| Einwohner | 12.434 | 13.084 | 16.022 | 18.076 | 20.841 | 23.707 | 24.897 | 26.089 | 26.029 |

Quelle: ISTAT

## Politik
Ernesto Tersigni wurde im Jahr 2011 zum Bürgermeister gewählt. Nach der Wahl vom 5. Juni 2016 trat Roberto De Donatis (Lista Civica: Sora Che Verrà) sein Amt als neuer Bürgermeister an.

## Kulinarische Spezialitäten
Die Ciambella sorana ist ein gesalzenes und mit Anis gewürztes Brot. Besonders bekannt sind die süßen Gebäckteile zu diversen Festtagen, so die Ciambelline al vino, die Cicerchiata, die Ciecamarini und die Nnocche zum Karneval, die Pigna zu Ostern sowie zu Weihnachten die Mostaccioli als Vierecke aus Schokolade mit einer Füllung aus Marmelade oder Früchten und die Susamelli als Biskuitgebäck mit Honig und Mandeln.

## Kultur
Über das Jahr verteilt finden zahlreiche meist religiöse Feste, teilweise mit Umzügen, statt: Es sind am 17. Januar das Fest des heiligen Antonius Abbas, am Fastnachtsdienstag der Carnevale del Liri, am Gründonnerstag und Karfreitag zwei Prozessionen, am 27. Mai das Fest der heiligen Restituta, am Fronleichnamstag eine Infiorata auf den Straßen, am 14. August zu Ehren von Mariae Himmelfahrt ein Umzug mit der 16 Meter hohen Heiligenstatue, am 16. August das Fest des heiligen Rochus mit ähnlichem Umzug und vom 8. Dezember bis 6. Januar eine Krippenausstellung, der Natale di Sora. Sportliche Veranstaltungen sind der Halbmarathon von Sora, ein Lauf im Valle di Comino am 15. Februar, und die Canicola, ein Volkslauf durch die Stadt von rund elf Kilometern Länge am 16. August.

## Städtepartnerschaft
Partnerstadt von Sora ist Vaughan (Ontario) in Kanada.

## Söhne und Töchter der Stadt
- Lucius Aelius Gallus, erster Präfekt von Ägypten nach der Eroberung des Landes durch den späteren Kaiser Augustus im Jahre 30 v. Chr.
- Quintus Marcius Barea Soranus Suffektkonsul im Jahre 34 n. Chr.
- Quintus Marcius Barea Soranus (vor 52–65 oder 66), römischer Senator, Kritiker und Opfer von Kaiser Nero im Jahre 65 n. Chr.
- Cesare Baronio (1538–1607), seit 1596 Kardinalpriester und vatikanischer Bibliothekar, Kirchenhistoriker und im ersten Konklave von 1605 Papstkandidat
- Joseph Rosati (1789–1843), Lazarist, Bischof von Saint Louis 1827–1843
- Vittorio De Sica (1901–1974), Schauspieler und Filmregisseur des Neorealismus
- Alfred Peter Zappacosta (* 1953), kanadischer Sänger
- Anna Tatangelo (* 1987), Sängerin
- Davide Zappacosta (* 1992), Fußballspieler
- Lorenzo Germani (* 2002), Radrennfahrer

## Nachweise
1. ↑  Bilancio demografico e popolazione residente per sesso al 31 dicembre 2023. ISTAT. (Bevölkerungsstatistiken des Istituto Nazionale di Statistica, Stand 31. Dezember 2023).